# Ana de Brandeburgo
Ana de Brandeburgo (Berlín, 27 de agosto de 1487-Kiel, 3 de mayo de 1514), princesa de Dinamarca y duquesa de Schleswig-Holstein, fue la primera esposa de Federico I de Dinamarca.

## Biografía
La margravina Ana de Brandeburgo era hija del elector Juan Cicerón de Brandeburgo y de la princesa Margarita de Sajonia (o de Turingia), hija esta a su vez del duque Guillermo III de Sajonia y de Ana de Austria. Su padre era primo de Dorotea de Brandeburgo, reina de Dinamarca.
El 10 de abril de 1502 contrajo matrimonio en Stendal con su primo segundo, el príncipe Federico de Dinamarca (futuro Federico I de Dinamarca), que era también duque de Schleswig-Holstein junto a su hermano el rey Juan I de Dinamarca. El matrimonio vivió la mayor parte del tiempo en territorio ducal, concretamente en la ciudad de Kiel. 
Murió en 1514. Su marido ascendió al trono de Dinamarca en 1523 y un año después al de Noruega.

## Hijos
Tuvo dos hijos en su matrimonio:
- Cristián (1503-1599). Rey de Dinamarca y Noruega.
- Dorotea (1504-1547). Consorte del duque Alberto I de Prusia.

| Predecesor: - | Duquesa de Mecklemburgo-Güstrow 17 de enero de 1524-5 de junio de 1547 | Sucesor: Isabel de Dinamarca |

- Datos: Q260926
- Multimedia: Anna von Brandenburg (1487–1514) / Q260926